# Germania ai Giochi della III Olimpiade
La Germania partecipò ai Giochi della III Olimpiade che si sono svolti a Saint Louis dal 1º luglio al 23 novembre 1904, con una delegazione di 22 atleti impegnati in nove discipline.

## Medaglie

### Medaglie d'oro
| Medaglia | Nome            | Sport | Evento                 |
| -------- | --------------- | ----- | ---------------------- |
| Oro      | Emil Rausch     | Nuoto | 440 iarde stile libero |
| Oro      | Emil Rausch     | Nuoto | 1 miglio stile libero  |
| Oro      | Walter Brack    | Nuoto | 100 iarde dorso        |
| Oro      | Georg Zacharias | Nuoto | 440 iarde rana         |

### Medaglie d'argento
| Medaglia | Nome           | Sport      | Evento                        |
| -------- | -------------- | ---------- | ----------------------------- |
| Argento  | Georg Hoffmann | Tuffi      | Piattaforma maschile          |
| Argento  | Wilhelm Weber  | Ginnastica | Concorso individuale generale |
| Argento  | Georg Hoffmann | Nuoto      | 100 iarde dorso               |
| Argento  | Walter Brack   | Nuoto      | 440 iarde rana                |

### Medaglie di bronzo
| Medaglia | Nome                  | Sport            | Evento                            |
| -------- | --------------------- | ---------------- | --------------------------------- |
| Bronzo   | Paul Weinstein        | Atletica leggera | Salto in alto                     |
| Bronzo   | Alfred Braunschweiger | Tuffi            | Piattaforma maschile              |
| Bronzo   | Wilhelm Weber         | Ginnastica       | Concorso individuale - Tre eventi |
| Bronzo   | Emil Rausch           | Nuoto            | 220 iarde stile libero            |
| Bronzo   | Georg Zacharias       | Nuoto            | 100 iarde dorso                   |

## Risultati

### Atletica leggera
| Evento           | Pos.   | Atleta         | Finale      |
| ---------------- | ------ | -------------- | ----------- |
|                  |        |                |             |
| 400 metri        | 7°-12° | Johannes Runge | Sconosciuto |
|                  |        |                |             |
| 800 metri        | 5°     | Johannes Runge | Sconosciuto |
|                  |        |                |             |
| 1500 metri       | 5°     | Johannes Runge | Sconosciuto |
|                  |        |                |             |
| Salto in alto    | 3°     | Paul Weinstein | 1,77 metri  |
|                  |        |                |             |
| Salto con l'asta | 7°     | Paul Weinstein | 1,77 metri  |
|                  |        |                |             |

| Evento             | Pos. | Atleta          | Punteggio totale |
| ------------------ | ---- | --------------- | ---------------- |
|                    |      |                 |                  |
| Triathlon maschile | 7°   | Christian Busch | 30,0             |
| Triathlon maschile | 9°   | Ernst Mohr      | 29,7             |
| Triathlon maschile | 21°  | Wilhelm Weber   | 27,6             |
| Triathlon maschile | 28°  | Otto Wiegand    | 27,2             |
| Triathlon maschile | 34°  | Wilhelm Lemke   | 26,6             |
| Triathlon maschile | 44°  | Adolph Weber    | 25,9             |
| Triathlon maschile | 55°  | Hugo Peitsch    | 25,1             |
|                    |      |                 |                  |

### Ginnastica
| Evento                | Pos. | Ginnasta        | Punteggio |
| --------------------- | ---- | --------------- | --------- |
|                       |      |                 |           |
| Concorso generale     | 2°   | Wilhelm Weber   | 69,10     |
| Concorso generale     | 4°   | Ernst Mohr      | 67,90     |
| Concorso generale     | 5°   | Otto Wiegand    | 67,82     |
| Concorso generale     | 7°   | Hugo Peitsch    | 66,66     |
| Concorso generale     | 9°   | Christian Busch | 66,12     |
| Concorso generale     | 13°  | Wilhelm Lemke   | 64,15     |
| Concorso generale     | 19°  | Adolph Weber    | 62,62     |
|                       |      |                 |           |
| Concorso - Tre Eventi | 3°   | Wilhelm Weber   | 41,60     |
| Concorso - Tre Eventi | 4°   | Hugo Peitsch    | 41,56     |
| Concorso - Tre Eventi | 5°   | Otto Wiegand    | 40,82     |
| Concorso - Tre Eventi | 9°   | Ernst Mohr      | 38,92     |
| Concorso - Tre Eventi | 11°  | Wilhelm Lemke   | 37,75     |
| Concorso - Tre Eventi | 13°  | Christian Busch | 37,62     |
| Concorso - Tre Eventi | 17°  | Adolph Weber    | 36,72     |
|                       |      |                 |           |

### Nuoto
| Evento                 | Pos. | Nuotatore       | Finale      |
| ---------------------- | ---- | --------------- | ----------- |
|                        |      |                 |             |
| 220 iarde stile libero | 3°   | Emil Rausch     | 2:56.0      |
|                        |      |                 |             |
| 880 iarde stile libero | 1°   | Emil Rausch     | 13:11.4     |
|                        |      |                 |             |
| 1 miglio stile libero  | 1°   | Emil Rausch     | 27:18.2     |
|                        |      |                 |             |
| 100 iarde dorso        | 1°   | Walter Brack    | 1:16.8      |
| 100 iarde dorso        | 2°   | Georg Hoffmann  | Sconosciuto |
| 100 iarde dorso        | 3°   | Georg Zacharias | Sconosciuto |
|                        |      |                 |             |
| 440 iarde rana         | 1°   | Georg Zacharias | 7:23.6      |
| 440 iarde rana         | 2°   | Walter Brack    | Sconosciuto |
| 440 iarde rana         | 4°   | Georg Hoffmann  | Sconosciuto |
|                        |      |                 |             |

### Scherma
| Evento               | Pos. | Schermidore   | Semifinale           | Finale |
| -------------------- | ---- | ------------- | -------------------- | ------ |
|                      |      |               |                      |        |
| Fioretto individuale | 4°   | Gustav Casmir | 3-0 1°, semifinale B | 0-3    |
|                      |      |               |                      |        |

| Evento            | Pos. | Schermidore   | Finale      |
| ----------------- | ---- | ------------- | ----------- |
|                   |      |               |             |
| Spada individuale | 4°   | Gustav Casmir | Sconosciuto |
|                   |      |               |             |

### Tennis
| Evento          | Pos. | Tennista   | Trentaduesimi | Sedicesimi | Ottavi                    | Quarti    | Semifinali | Finale    |
| --------------- | ---- | ---------- | ------------- | ---------- | ------------------------- | --------- | ---------- | --------- |
|                 |      |            |               |            |                           |           |            |           |
| Torneo maschile | 9°   | Hugo Hardy | Bye           | Bye        | Sconfitto da Wright (USA) | Eliminato | Eliminato  | Eliminato |
|                 |      |            |               |            |                           |           |            |           |

| Evento           | Pos. | Coppia                        | Ottavi                          | Quarti    | Semifinali | Finale    |
| ---------------- | ---- | ----------------------------- | ------------------------------- | --------- | ---------- | --------- |
|                  |      |                               |                                 |           |            |           |
| Torneo di coppia | 9°   | Hugo Hardy Paul Gleason (USA) | Sconfitti da LeRoy & Bell (USA) | Eliminati | Eliminati  | Eliminati |
|                  |      |                               |                                 |           |            |           |

### Tuffi
| Evento      | Pos. | Tuffatore             | Finale      |
| ----------- | ---- | --------------------- | ----------- |
|             |      |                       |             |
| Piattaforma | 2°   | Georg Hoffmann        | 11,66 punti |
| Piattaforma | 3°   | Alfred Braunschweiger | 11,33 punti |
| Piattaforma | 5°   | Otto Hooff            | Sconosciuto |
|             |      |                       |             |